# محصول علف
العلف أو الكلأ هو نبات يزرع بقصد استخدامه كلياً أو جزئياً في تغذية الحيوان، سواء بشكله الخام (تبن أو حشيش أخضر) أو بشكل معالج (الأعلاف المركزة وخلطات الحبوب).

نباتات البرسيم الحجازي أحد أشهر محاصيل العلف

تنتمي معظم محاصيل العلف إلى واحدة من فصيلتين: الفصيلة النجيلية والفصيلة البقولية.

## أهم محاصيل العلف

### الفصيلة البقولية
- البرسيم الحجازي
- النفل
- الفصة
- الحندقوق
- الجلبان
- البيقية المزروعة
- البيقية الفلسطينية أو الكرسنة

### الفصيلة النجيلية
- الذرة
- الذرة البيضاء
- القبأ
- الإصبعية المتجمعة
- الإفليوم المرجي.
- الزوان